# Джуэлс Джейд
Джуэлс Джейд (англ. Jewels Jade, настоящее имя — Джулия Энн Уэдли (Julie Anne Wadley), род. 13 октября 1971 года) — американская порноактриса, эротическая модель и стриптизёрша.

## Биография
Родилась в октябре 1971 года в городе Сан-Диего, штат Калифорния, в семье немецкого, английского и итальянского происхождения. В детстве пела и играла на аккордеоне, а также выступала в спектаклях и мюзиклах. С 20 лет начала работать стриптизёршей в Club Pacers Showgirls, где познакомилась с порноактёром Питером Нортом, который спросил, не хочет ли она войти в эту отрасль.
Дебютировала в фильмах для взрослых в 2001 году, в возрасте 30 лет. Как и многих других актрис, которые начали сниматься после тридцати лет, за её внешний вид, возраст и атрибуты, она была названа актрисой MILF. Её первой сценой была одна из анальных сцен с актёром Шейном Коллинзом в фильме Escape To Sex Island.
Работала с компаниями Diabolic Video, Brazzers, New Sensations, Mile High, Reality Kings, Naughty America, Lethal Hardcore, Evil Angel, Wicked, Elegant Angel, Penthouse, Hustler и 3rd Degree.
В 2003 году была представлена на AVN Awards в трёх номинациях: «лучшая старлетка», «лучшая сцена анального секса» за роль в Wildlife Anal Contest 2002 и «лучшая сцена группового секса» за Iron Maidens.
В феврале 2011 года выбрана Penthouse Pet журналом Penthouse.
Снялась более чем в 330 фильмах.

## Избранная фильмография
- Anal Addicts 6[13],
- Big MILF Juggs 3[14],
- Double D Mommies[15],
- Girls Home Alone 18[16],
- In the Butt 7[17],
- Mommy Needs Cock 12[18],
- Next Friday Night[19],
- POV Wars[20],
- Raunchy[21],
- Wet and Wild Asses 2[22].

## Премии и номинации
| Год  | Церемония  | Результат | Номинация                                                     | Работа                     |
| ---- | ---------- | --------- | ------------------------------------------------------------- | -------------------------- |
| 2003 | AVN Awards | Номинация | Лучшая новая старлетка                                        | н/д                        |
| 2003 | AVN Awards | Номинация | Лучшая сцена анального секса (видео) (вместе с Диллоном Дэем) | Wildlife Anal Contest 2002 |
| 2003 | AVN Awards | Номинация | Лучшая групповая сексуальная сцена (видео)                    | Iron Maidens               |
| 2015 | AVN Awards | Номинация | Приз зрительских симпатий: самая горячая MILF актриса         | н/д                        |